# Lijst van presidenten van Dominica
Dit is een lijst van presidenten van Dominica.

## Presidenten van Dominica (1978-heden)
| President | President                        | Ambtstermijn                        | Opmerking                         |
| --------- | -------------------------------- | ----------------------------------- | --------------------------------- |
|           | Louis Cools-Lartigue (1905-1993) | 3 november 1978 - 16 januari 1979   | Eerste maal gekozen               |
|           | Fred Degazon (1913-2008)         | 16 januari 1979 - 29 januari 1980   | Verliet Dominica in 1979          |
|           | Louis Cools-Lartigue (1905-1993) | 15 t/m 16 juni 1979                 | Tijdelijk waarnemend voor Degazon |
|           | Jenner Armour (1936?-2001)       | 21 juni 1979 - 25 februari 1980     | Tijdelijk waarnemend voor Degazon |
|           | Aurelius Marie (1904-1995)       | 25 februari 1980 - 19 december 1983 |                                   |
|           | Clarence Seignoret (1919-2002)   | 19 december 1983 - 25 oktober 1993  | Lid van de DLP                    |
|           | Crispin Sorhaindo (1931-2010)    | 25 oktober 1993 - 5 oktober 1998    | Lid van de DFP                    |
|           | Vernon Shaw (1930-2013)          | 6 oktober 1998 - 1 oktober 2003     | Lid van de DUWP                   |
|           | Nicholas Liverpool (1934-2015)   | 1 oktober 2003 - 17 september 2012  | Partijloos                        |
|           | Eliud Williams (1948)            | 17 september 2012 - 2 oktober 2013  | Lid van de DLP                    |
|           | Charles Savarin (1943)           | 2 oktober 2013 - 2 oktober 2023     | Lid van de DLP                    |
|           | Sylvanie Burton (1965)           | 2 oktober 2023 - heden              | Lid van de DLP                    |